# Danh sách thành phố và thị trấn São Tomé và Príncipe

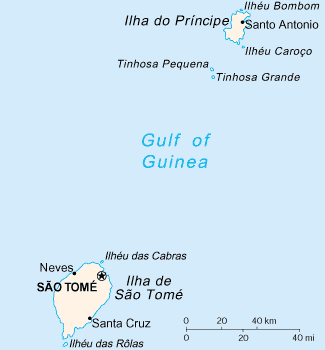
Bản đồ São Tomé và Príncipe

Đây là danh sách các thành phố và thị trấn ở São Tomé và Príncipe. Có các làng, thị trấn, thành phố có dân số trên 300. Ngày điều tra dân số gồm 4 tháng 8 năm 1991, 25 tháng 8 năm 2001, và 1 tháng 1 năm 2005:
| Thành phố São Tomé và Príncipe |                   |               |               |               |             |
| Thứ hạng                       | Địa điểm          | Dân số        | Dân số        | Dân số        | Quận        |
| Thứ hạng                       | Địa điểm          | Điều tra 1991 | Điều tra 2001 | Ước tính 2005 | Quận        |
| 1.                             | São Tomé (thủ đô) | 42,331        | 49,957        | 56,166        | Água Grande |
| 2.                             | Santo Amaro       | 5,878         | -             | 8,239         | Lobata      |
| 3.                             | Neves             | 5,919         | 6,635         | 7,392         | Lembá       |
| 4.                             | Santana           | 6,190         | 6,228         | 6,969         | Cantagalo   |
| 5.                             | Trindade          | -             | 6,049         | 6,636         | Mé-Zóchi    |
| 6.                             | Santa Cruz        | -             | 1,862         | 2,045         | Caué        |
| 7.                             | Pantufo           | -             | 1,929         | 2,169         | Água Grande |
| 8.                             | Guadalupe         | -             | 1,543         | 1,734         | Lobata      |
| 9.                             | Santo António     | 1,000         | 1,010         | 1,156         | Pagué       |
| 10.                            | Santa Catarina    | -             | -             | 971           | Lembá       |
| 11.                            | Porto Alegre      | -             | -             | 334           | Caué        |

## Khác
- Bom Successo
- Ribeira Afonso
- São João dos Angolares